# Ajibade Babalade
Ajibade Babalade (29 marzo 1972 – Ibadan, 4 settembre 2020) è stato un calciatore nigeriano, di ruolo difensore.